# ريوكي ميكي
ريوكي ميكي (باليابانية: 三木龍喜) مواليد 11 فبراير 1904 في اليابان - الوفاة 09 يناير 1967 في طوكيو، كان لاعب كرة مضرب ياباني. كما أنه أحد أبطال الجراند سلام.

## بطولات حققها
- بطولة ويمبلدون

## نهائيات جراند سلام (1)

### الزوجي المختلط (1-0)
| الحصيلة | السنة               | البطولةs       | الشريك       | المنافسون                      | النقاط        |
| ------- | ------------------- | -------------- | ------------ | ------------------------------ | ------------- |
| الفوز   | بطولة ويمبلدون 1934 | بطولة ويمبلدون | دوروثي راوند | دوروثي شيبارد بارون باني أوستن | 3–6, 6–4, 6–0 |

## روابط خارجية
- ريوكي ميكي على موقع رابطة محترفي التنس (الإنجليزية)
- ريوكي ميكي على موقع الاتحاد الدولي لكرة المضرب (الإنجليزية)
- ريوكي ميكي على موقع كأس ديفيز (الإنجليزية)
- ريوكي ميكي على موقع أرشيف التنس.كوم (الإنجليزية)